# Arthur Rimbaud par Carjat

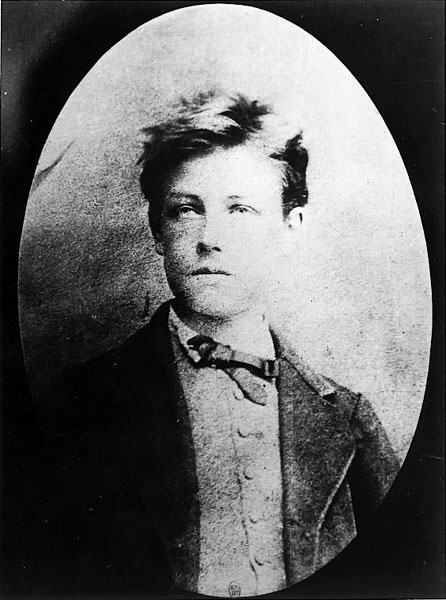
Arthur Rimbaud par Étienne Carjat, vers 1872.

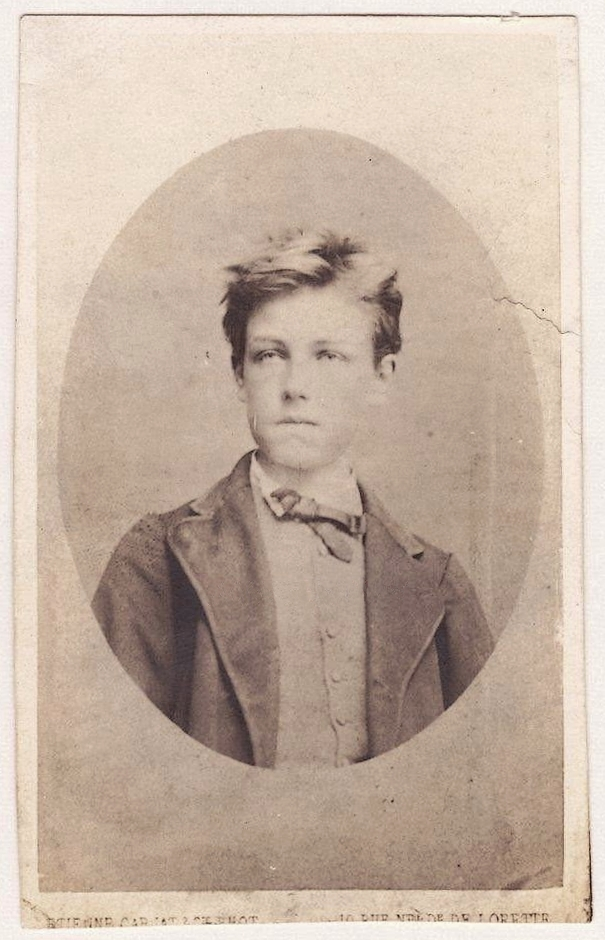
La copie (vers 1912) de l'original de Carjat disparu, succession Paul Claudel (Bibliothèque nationale). On aperçoit en bas les mentions de Carjat et son adresse, portées sur le carton de la photo-carte de visite, format.

Le portrait réalisé par le photographe Étienne Carjat (1828-1906) d'Arthur Rimbaud est l'image la plus universellement connue du jeune poète de Charleville. Elle a été si reproduite et si souvent utilisée pour symboliser la poésie, la jeunesse, la rébellion ou le romantisme, qu'elle a acquis un statut d'icône culturelle.

## Historique
Arthur Rimbaud est à Paris depuis quelques mois, venu à l'appel de Paul Verlaine, il a connu le photographe Carjat lors des dîners des Vilains Bonshommes. D'après Paul Verlaine, le cliché aurait été pris en octobre 1871. Le cliché original est une photo du type photo-carte de visite au format 6 cm sur 9 cm environ et qui devait être collée sur un carton au nom de Étienne Carjat, cependant on ne la connaît plus sous cette forme, mais par des retirages et agrandissements effectués à une époque inconnue.
Carjat avait un atelier photographique rue Notre-Dame-de-Lorette et était, à cette époque, à l'instar de Nadar, un des portraitistes du milieu artistique. Il laissait ses modèles choisir leur pose et leur expression, sans leur imposer le moindre artifice. On peut donc penser, que la pose de poète, le regard dans le lointain  comme c'était courant à l'époque, a été le choix de Rimbaud. La photo est de petite taille, 8 × 4,2 cm en forme de médaillon.
Dans Avertissement à propos des portraits ci-joint de l'édition de 1884 des Poètes maudits de Verlaine, ce dernier la commente en ces termes :

« N'est-ce pas bien « l'Enfant Sublime » sans le terrible démenti de Chateaubriand, mais non sans la protestation de lèvres dès longtemps sensuelles et d'une paire d'yeux perdus dans du souvenir très ancien plutôt que dans un rêve même précoce ? Un Casanova gosse mais bien plus expert ès aventures ne rit-il pas dans ces narines hardies, et ce beau menton accidenté ne s'en vient-il pas dire : « va te faire lanlaire » à toute illusion qui ne doive l'existence à la plus irrévocable volonté ? Enfin, à notre sens, la superbe tignasse ne put-être ainsi mise à mal que par de savants oreillers d'ailleurs foulés du coude d'un pur caprice sultanesque. Et ce dédain tout viril d'une toilette inutile à cette littérale beauté du diable ! »

## Postérité

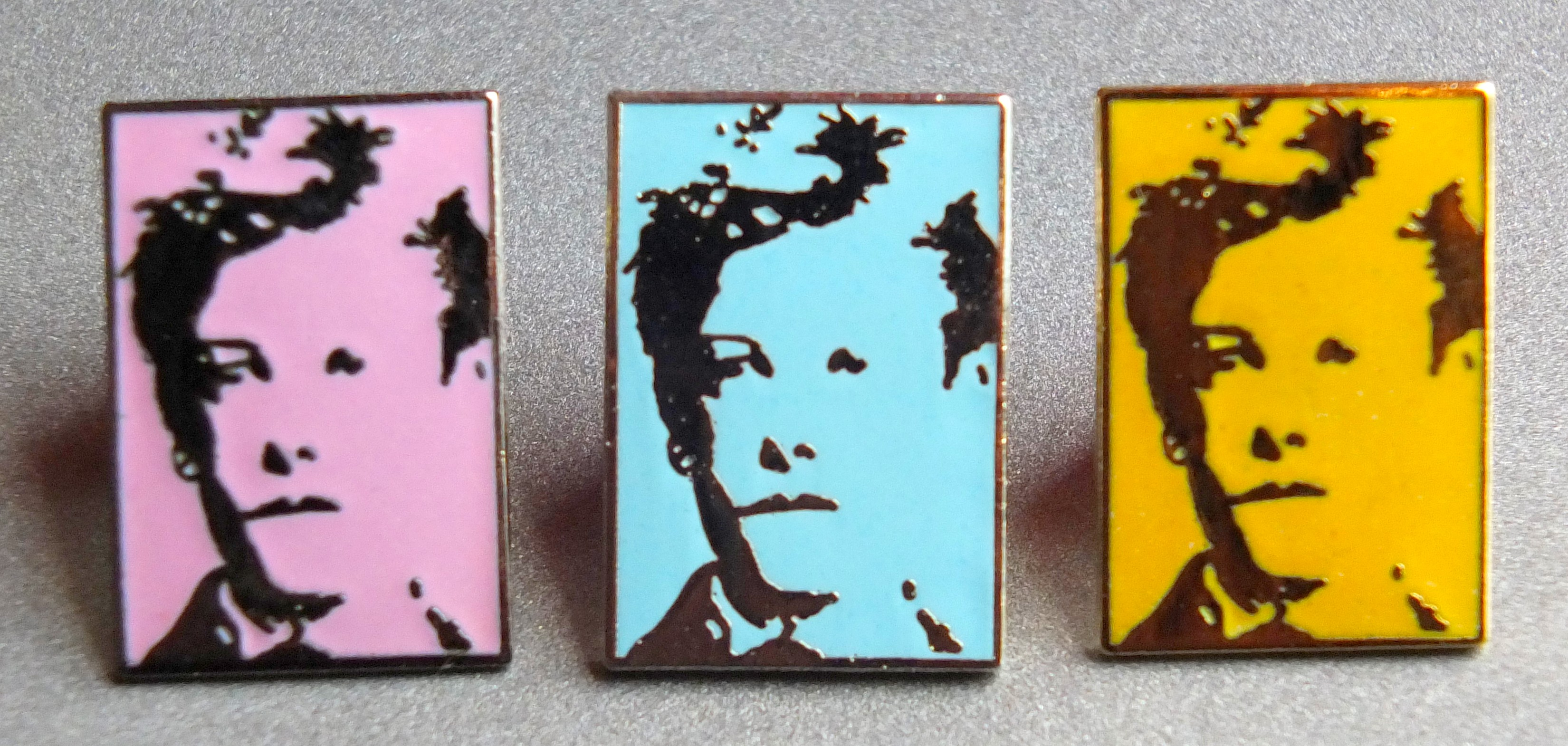
Pin's d'après la photographie de Carjat.

On sait qu'à la suite d'une grave brouille survenue entre Rimbaud et Carjat, ce dernier aurait détruit tous les clichés qu'il avait du jeune poète. Le négatif sur verre et le tirage original qu'aurait fait Carjat ont donc disparu. Il reste cependant plusieurs retirages anciens de cette photo, dont un au département des manuscrits de la Bibliothèque nationale de France, qui avait appartenu à Paul Claudel. Le musée Rimbaud de Charleville-Mézières en conserve deux autres.
Sa première large publication en a été faite en 1922 en servant de frontispice des Œuvres complètes de Rimbaud dans l'édition de la Bauderole. 
Un autre portrait photographique, montrant un Rimbaud à l'allure plus jeune, est attribué à Carjat, celui-ci en ayant réalisé des retirages. Mais le cliché original, un positif direct sur verre conservé au musée-bibliothèque de Charleville, pourrait avoir été réalisé un ou deux ans avant la célèbre photo de Carjat par un photographe de Charleville. Quoi qu'il en soit, cette photo, publiée dès 1906, n'a pas eu l'impact et la célébrité de celle de Carjat.
Deux de ces clichés sont passés en vente publiques en 1998 et en 2003 : « En 1998, une photo-carte de visite de Rimbaud de 1871 a été vendue 191 000 francs. Le 24 janvier 2003, un autre portrait d'Arthur Rimbaud également de 1871 fut adjugé pour la somme de 69 000 euros (81 000 euros, frais inclus), toutes deux supposées prises par Carjat ».
En 1978-1979, Ernest Pignon-Ernest utilise la photographie de Carjat dans un photomontage où il l'habille de manière contemporaine pour une sérigraphie qu'il affiche sur les murs de plusieurs villes européennes.
Le célèbre portrait est largement diffusé, encore plus depuis le centième anniversaire de la mort du poète, et est utilisé, plus ou moins interprété, pour la fabrication de pin's, de tee-shirt, de mug, etc...

## Autres photos de Rimbaud

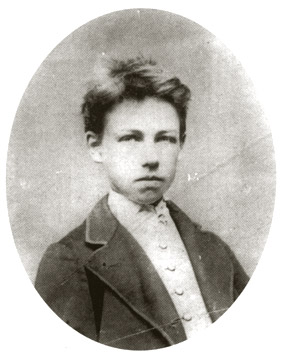
Photographie de Rimbaud attribuée sans certitude à Carjat, vers 1870 ou 1871, musée Rimbaud à Charleville.

On connaît huit photos authentiques de Rimbaud :
- la photo de classe de l'institution Rossat à Charleville, vers 1864[7] ;
- la photo avec son frère en premiers communiants, 1866, par Eugène Vassogne (1836-1881), photographe à Charleville[8] ;
- le premier portrait attribué sans certitude à Carjat, vers 1870-1871, musée Rimbaud à Charleville ;
- la photographie de Carjat, sujet de cet article, 1871 ou 1872 ;
- la photographie prise à Scheick-Otman, près d'Aden, découverte en 1998[9], vers 1880 ;
- trois photographies prises au Harrar par Rimbaud lui-même, 1883.

Le 15 avril 2010, une nouvelle photo découverte en 2008 est présentée comme représentant Rimbaud, sur le perron de l'hôtel de l'Univers à Aden, datée vers 1880. Alors que les premiers avis s'accordaient à trouver une impossibilité de concordance, notamment avec les autres personnages figurant sur la photo, une analyse réalisée par Brice Poreau, chercheur-enseignant associé au Laboratoire d'anthropologie anatomique et de paléontologie à l'université Claude-Bernard de Lyon, utilisant les nouveaux outils de la biométrie, arrive au résultat très probant de 92 % de similarité avec les portraits reconnus; ce serait bien Arthur Rimbaud,.

## Exposition
Du 7 mai au 1er août 2010, la Galerie des bibliothèques de Paris organise l'exposition « Rimbaudmania » consacrée à la présentation de la construction de l'image de Rimbaud, principalement le cliché de Carjat, comme icône universelle et à sa réutilisation moderne dans tous les secteurs culturels ou non.